# NGC 1386
NGC 1386 (również PGC 13333) – galaktyka spiralna (S0-a), znajdująca się w gwiazdozbiorze Erydanu. Została odkryta 19 stycznia 1865 roku przez Johanna Schmidta. Galaktyka ta należy do gromady w Piecu.